# Kardhan
Kardhan là một thị trấn thống kê (census town) của quận Ambala thuộc bang Haryana, Ấn Độ.

## Nhân khẩu
Theo điều tra dân số năm 2001 của Ấn Độ, Kardhan có dân số 9579 người. Phái nam chiếm 54% tổng số dân và phái nữ chiếm 46%. Kardhan có tỷ lệ 72% biết đọc biết viết, cao hơn tỷ lệ trung bình toàn quốc là 59,5%: tỷ lệ cho phái nam là 77%, và tỷ lệ cho phái nữ là 67%. Tại Kardhan, 13% dân số nhỏ hơn 6 tuổi.